# Subri Flavus
Subri Flavus (llatí: Subrius Flavus, grec antic: Σούβριος Φλάβος) va ser un militar romà del segle i.
Era tribú militar a la guàrdia pretoriana i va ser el més actiu conspirador contra Neró en l'anomenada conspiració de Pisó l'any 66. Flavus proposava matar a Neró mentre cantava a l'escenari o bé incendiant el palau. Es deia que també volia impedir que Gai Calpurni Pisó s'apoderés de l'imperi i que el volia oferir a Sèneca, ja que aquesta decisió justificaria els conspiradors. El complot va ser detectat i Flavus va ser traït per un còmplice i detingut i finalment, després d'haver intentat exculpar-se, va ser decapitat i va morir amb fermesa.